# Rush in Rio
| Оценки критиков               | Оценки критиков |
| Источник                      | Оценка          |
| ----------------------------- | --------------- |
| AllMusic                      | [ 1 ]           |
| IGN                           | (8/10)          |
| PopMatters                    | (положительная) |
| The Rolling Stone Album Guide | [ 4 ]           |

Rush in Rio — концертный альбом канадской рок-группы Rush, выпущенный 21 октября 2003 года на лейбле Anthem Records. Помимо стандартного варианта издания на компакт-дисках, альбом также выпускался в формате двух DVD. За исключением двух последних треков третьего компакт-диска, альбом был записан на стадионе Маракана в Рио-де-Жанейро во время финального концерта турне Vapor Trails Tour. Два других трека были взяты из предыдущих шоу тех же гастролей. «Between Sun & Moon» был записан в амфитеатре Cricket Wireless (Финикс), 27 сентября 2002 года, а «Vital Signs» — на стадионе Colisée Pepsi, (Квебек), 19 октября 2002 года.
По состоянию на сентябрь 2010 года DVD-издание концерта получило 7-кратно «платиновую» сертификацию в США, с количеством более 700 000 проданных копий. В 2005 году композиция «O Baterista» была номинирована на премию «Грэмми» в категории «Лучшее инструментальное рок-исполнение», однако уступила награду треку «Mrs. O’Leary’s Cow» Брайана Уилсона.
Rush in Rio был первым концертным альбомом, выпущенным группой вне схемы — концертная запись после каждых четырёх студийных релизов, а также первым, в котором был представлен полный сет-лист без каких-либо изменений порядка песен, включая соло на барабанах Нила Пирта. Помимо этого, это первая «живая» пластинка Rush, которая демонстрирует полный концерт коллектива в течение одного вечера — от начала и до конца (не считая двух бонус-треков). В интервью об альбоме на DVD продюсеры — Алекс Лайфсон и Джеймс «Джимбо» Бартон — отметили, что микширование звука заняло много времени. Это было связано с техническими трудностями записи звука на примитивной аппаратуре.
Аудитория концерта составила более 40 000 зрителей — второе место по численности зрителей данного гастрольного тура (большее число человек присутствовало лишь на шоу в Сан-Паулу — 60 000, накануне вечером). Во время исполнения песни «Resist» (со второго CD) музыканты продемонстрировали редкий для себя отход от студийной версии материала, преобразовав её в урезанную акустическую версию исполненную Лайфсоном и Гедди Ли, после барабанного соло Пирта.

## Список композиций
Все треки написаны Гедди Ли, Алексом Лайфсоном и Нилом Пиртом, за исключением отмеченных

### Первый диск
1. «Tom Sawyer» — 5:04 (Пай Дюбуа[англ.], Ли, Лайфсон, Пирт)
2. «Distant Early Warning» — 4:50
3. «New World Man» — 4:04
4. «Roll the Bones» — 6:15
5. «Earthshine» — 5:44
6. «YYZ» (инструментальная) — 4:56 (Ли, Пирт)
7. «The Pass» — 4:52
8. «Bravado» — 6:19
9. «The Big Money» — 6:03
10. «The Trees» — 5:12
11. «Freewill» — 5:48
12. «Closer to the Heart» — 3:04 (Питер Тэлбот, Ли, Лайфсон, Пирт)
13. «Natural Science» — 8:34

### Второй диск
1. «One Little Victory» — 5:32
2. «Driven» — 5:22
3. «Ghost Rider» — 5:36
4. «Secret Touch» — 7:00
5. «Dreamline» — 5:10
6. «Red Sector A» — 5:16
7. «Leave That Thing Alone» (инструментальная) — 4:59 (Ли, Лайфсон)
8. «O Baterista» (барабанное соло Нила Пирта) — 8:54 (Пирт)
9. «Resist» — 4:23
10. «2112 Overture/The Temples of Syrinx» — 6:52

### Третий диск
1. «Limelight» — 4:29
2. «La Villa Strangiato» (инструментальная) — 10:05
3. «The Spirit of Radio» — 5:28
4. «By-Tor & the Snow Dog» — 4:35
5. «Cygnus X-1 (song series)|Cygnus X-1» (инструментальная) — 3:12
6. «Working Man» — 5:34 (Ли, Лайфсон)
7. «Between Sun & Moon» — 4:51 (бонус-трек) (Ли, Лайфсон, Пирт, Дюбуа)
8. «Vital Signs» — 4:58 (бонус-трек)

## Участники записи
- Гедди Ли — вокал, бас-гитара, синтезаторы
- Алекс Лайфсон — гитары (электрогитара и акустическая), синтезаторы, продюсирование, микширование
- Нил Пирт — ударные, перкуссия
- Джеймс «Джимбо» Бартон — продюсирование и микширование
- Брэд Мэдикс — звукоинженер, запись
- Адам Аян — мастеринг
- Даниэль Катулло[англ.] — режиссёр

Студия звукозаписи — Icon Recording Studios, Голливуд, Калифорния. Владелец и главный инженер Icon Recording Studios — Эндрю Трой, помощник звукоинженера — Аарон Каплай, второй помощник звукоинженера — Пабло Солорзано.